# Ketoeba

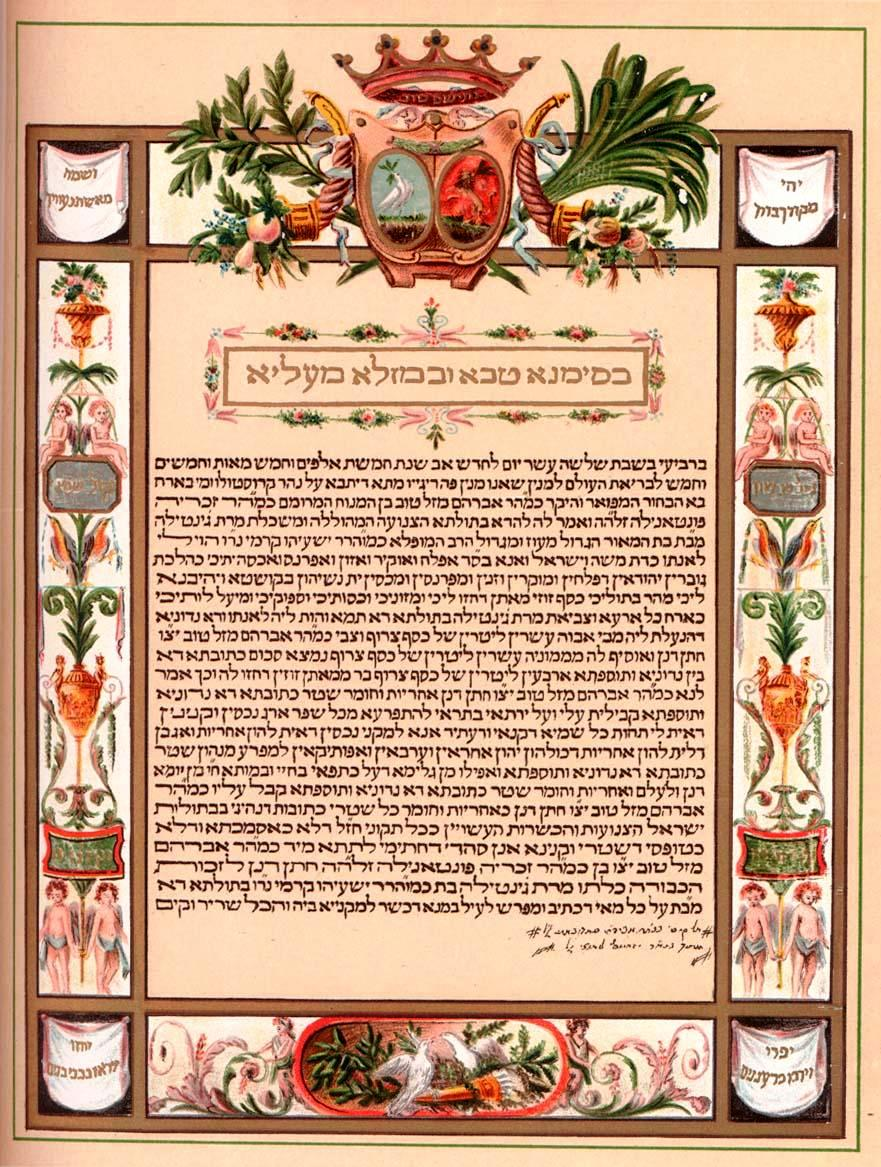
Een geïllustreerde ketoeba

Een ketoeba (Hebreeuws: כתובה, Nederlands-Asjkenazisch/Jiddisch: kesobbe of kesoebe) is een in het Aramees opgestelde huwelijksakte die volgens de joodse wet door twee getuigen en vaak ook de chatan (bruidegom) wordt ondertekend en de verplichtingen van de bruidegom jegens de bruid bevat. Bij een liberaal joodse huwelijksceremonie tekenen zowel de bruid als de bruidegom de ketoeba.
De akte wordt tijdens het joodse huwelijk meestal voorafgaand aan de ceremonie onder de choepa (joodse huwelijkssluitingsceremonie) getekend en later tijdens de ceremonie voorgelezen. 
De Ketoeba bevat een van de oudste bestaande vormen van alimentatie. De man verplicht zich met het ondertekenen van de akte na het aankondigen van de echtscheidingen en het geven van de ĝet aan zijn echtgenote, in het onderhoud van de vrouw te voorzien door haar een som geld te verschaffen (afhankelijk van standaard, inkomen en dergelijke behelst dit ongeveer een jaarinkomen maar het kan ook meer zijn).
Een Ketoeba kan fraai versierd zijn, maar kan ook slechts de tekst bevatten. De tekst is een min of meer vaststaande formulering, waaraan de namen van het bruidspaar, de datum van het ondertekenen van de akte en de bijzondere huwelijksvoorwaarden worden toegevoegd.